# Théo Mey
Théo Mey (18. dubna 1912 v Esch-Uelzechtu – 25. srpna 1964, Eech, Lucemburk) byl zaměstnanec lucemburské banky a fotograf.

## Životopis
Své fotografie publikoval v lucemburských i zahraničních novinách a časopisech. Když se v roce 1952 Vysoký úřad CECA usadil v Lucemburku spolu s Tonym Krierem, patřil k nejaktivnějším fotografům na volné noze, fotografoval každou důležitou událost a jeho fotografie se dochovaly ve fotoknihovnách.
Byl také motoristickým sportovcem, atletem a hrál házenou.
Zemřel 15. srpna 1964 po autonehodě.
Jeho asi 400 000 fotografií je archivováno ve Fototéce Lucemburku.